# Битва за Монжуик
Битва за Монжуик (исп. Batalla de Montjuic) — сражение в ходе войны за испанское наследство, произошедшее 13—17 сентября 1705 года между объединёнными немецко-англо-голландскими войсками и войсками Бурбонов. Победа союзников позволила им взять Барселону.

## Предыстория
27 мая 1704 года союзники — 20 голландских и 18 британских судов под командованием Георга Людвига Гессен-Дармштадтского — в первый раз попытались высадиться в Каталонии, но в Барселоне началось восстание в поддержку Габсбургов, и около 2000 солдат союзников были вынуждены вернуться на корабли, а англо-голландский флот покинул берега Каталонии 31 мая. На обратном пути в Лиссабон союзный флот захватил Гибралтар.
Через год, 20 июня 1705 года, было подписано Генуэзское соглашение — политический и военный союз между Англией и группой прогабсбургски настроенных каталонских дворян — вигатанов. В соответствии с соглашением Англия размещала войска в Каталонии, чтобы вместе с каталонцами бороться за права на испанский престол эрцгерцога Карла Австрийского, пообещав каталонцам сохранение их автономии.
Вигатаны выполнили свою часть соглашения и распространили восстание в пользу Габсбургов на внутренние районы Каталонии. Повстанцы были одеты в имперскую военную форму и в начале октября 1705 года взяли под контроль практически весь регион, кроме Барселоны, находившейся под управлением вице-короля Франциско Антонио де Веласко Фернандес-и-Товара.
Между тем эрцгерцог Карл в соответствии с соглашением в Генуе выступил из Лиссабона в Каталонию. Союзный флот состоял из 180 кораблей, 9000 британских, голландских и австрийских солдат и 800 лошадей, под командованием графа Питерборо, голландца Шраттенбаха и Георга Людвига Гессен-Дармштадтского. Флот вскоре достиг Аликанте и попытался взять город, подвергнув его бомбардировке 3 августа. 17 августа союзники остановились в Альтеа, где эрцгерцог Карл был провозглашён королём. Параллельно в Валенсии развернулось прогабсбургское восстание во главе с Хуаном Баутиста Бассет-и-Рамосом.
Флот прибыл в Каталонию 22 августа 1705 года, когда в Каталонии было в полном разгаре восстание в пользу Габсбургов. Через несколько дней часть 17-тысячной армии союзников высадилась и начала осаду Барселоны при поддержке вигатанов.

## Сражение
Георг Людвиг Гессен-Дармштадтский попытался взять Монжуикскую крепость, господствовавшую над Барселоной, в ночь с 13 на 14 сентября, скрытно подойдя к крепости тремя колоннами: первая состояла из 400 британских и ирландских гренадеров; вторая — из 400 британских мушкетёров, 100 голландцев и 100 каталонцев; третья — из 300 драгун и 1000 британских солдат. Ещё 1000 каталонцев Антонио Пегейры заблокировали путь гарнизону Барселоны на случай, если они попытались бы совершить вылазку.
Первый штурм провалился — защитники вовремя заметили приближение противника. 400 гренадеров гарнизона перешли в контратаку, и Георг Людвиг Гессен-Дармштадтский погиб в перестрелке, в то время как 300 союзников были захвачены в плен. Однако союзники перегруппировались, и их возглавил сам граф Питерборо, получивший подкрепление более 1000 каталонцев.
Союзники начали бомбардировку неаполитанских позиций. 27-го числа в «Санта-Барбару» попал снаряд, в результате чего хранившийся порох сгорел. Взрыв привёл к гибели коменданта и значительной части защитников и полному захвату Монжуика.

## Результаты
Гора Монжуик была использована, чтобы бомбардировать Барселону вместе с флотом. 9 октября наместник короля Франсиско де Веласко подписал капитуляцию. 7 ноября 1705 года эрцгерцог Карл прибыл в город, подтвердил положения каталонской конституции и был коронован.
Союзное наступление на территорию Арагона и Валенсии продолжилось в 1706 году.